# Srednje Pijavško
Srednje Pijavško je naselje v Občini Krško.